# Bussbroflogen
Bussbroflogen är en sjö i Jönköpings kommun i Småland och ingår i Göta älvs huvudavrinningsområde. Sjön har en area på 0,563 kvadratkilometer och ligger 207,3 meter över havet. SMHI anser att Bussbroflogen utgör en egen sjö, medan andra anser att den är sydligaste delen av den mycket utsträckta sjön Stråken. Vid sjön finns badplatsen Stråkenbadet och strax söder om sjön ligger naturreservatet Bottnaryds urskog. Vandringsleden Södra Vätterleden passerar strax söder om Bussbroflogen.
Ordet flog betyder berg eller brant klippvägg.

## Delavrinningsområde
Bussbroflogen ingår i det delavrinningsområde (642866-138290) som SMHI kallar för Utloppet av Stråken. Avrinningsområdets medelhöjd är 243 meter över havet och ytan är 76,73 kvadratkilometer. Räknas de 22 delavrinningsområdena uppströms in blir den ackumulerade arean 413,69 kvadratkilometer. Tidan som avvattnar avrinningsområdet har biflödesordning 2, vilket innebär att vattnet flödar genom totalt 2 vattendrag innan det når havet efter 346 kilometer. Delavrinningsområdet består mestadels av skog (64 procent) och jordbruk (12 procent). Avrinningsområdet har 8,81 kvadratkilometer vattenytor vilket ger avrinningsområdet en sjöprocent på 11,5 procent.

## Galleri

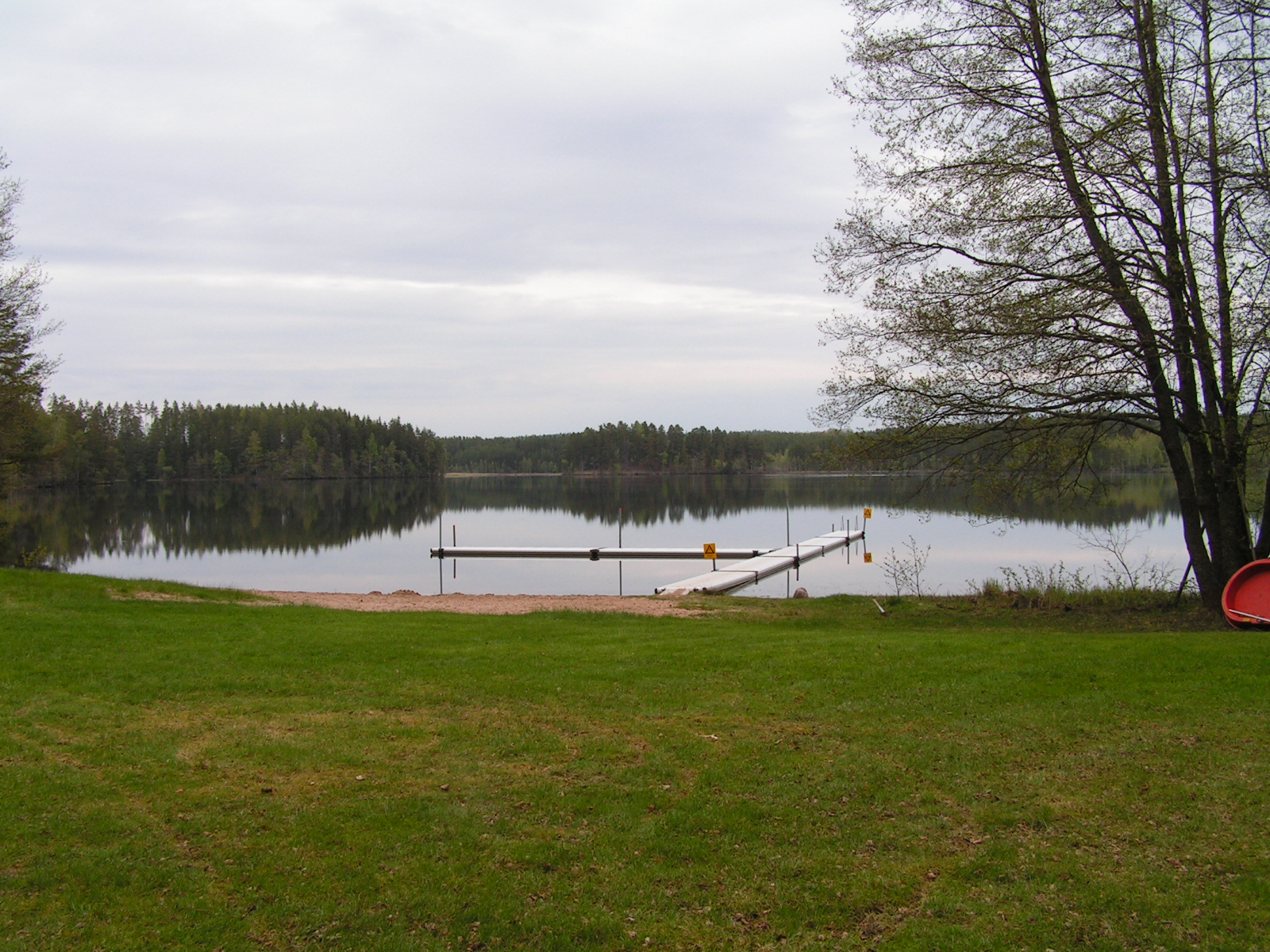
Vid sjöns sydvästra spets strax öster om Bottnaryd ligger Stråkenbadet.
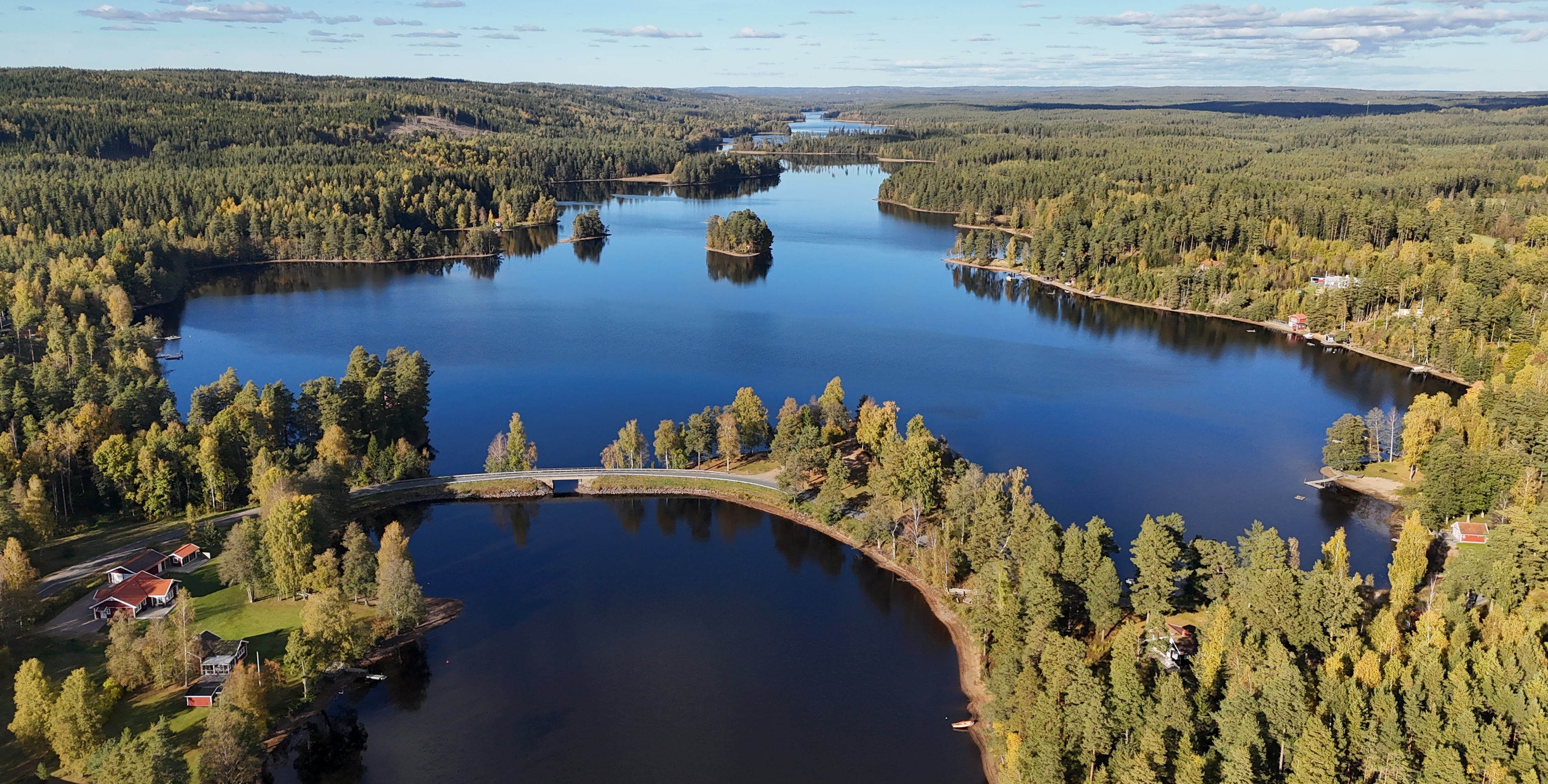
Vid Sagaholm rinner sjön ut i Stråken i en del som kallas Tolaboflogen.
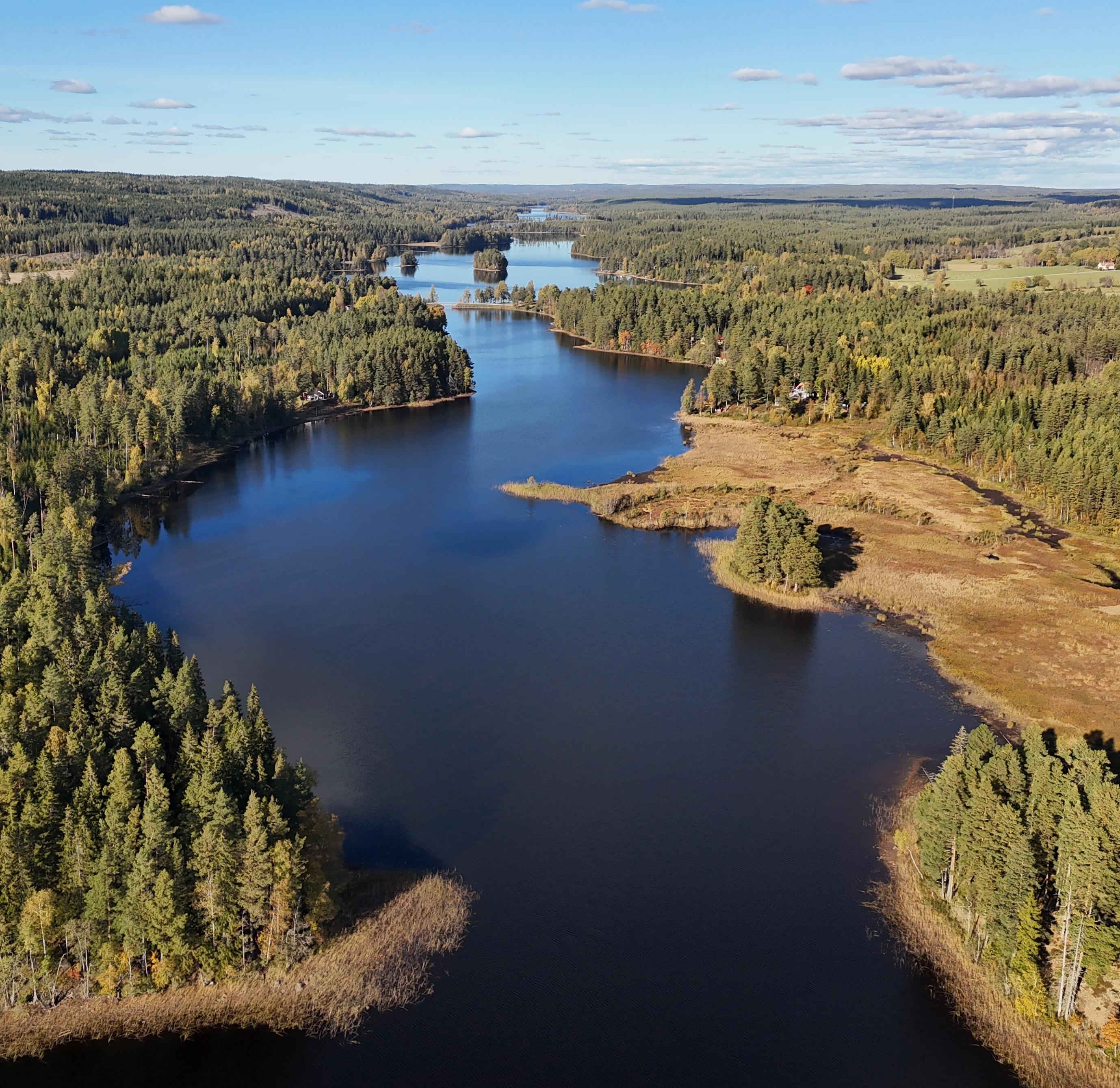
Svaludden till vänster och Axadungen till höger.
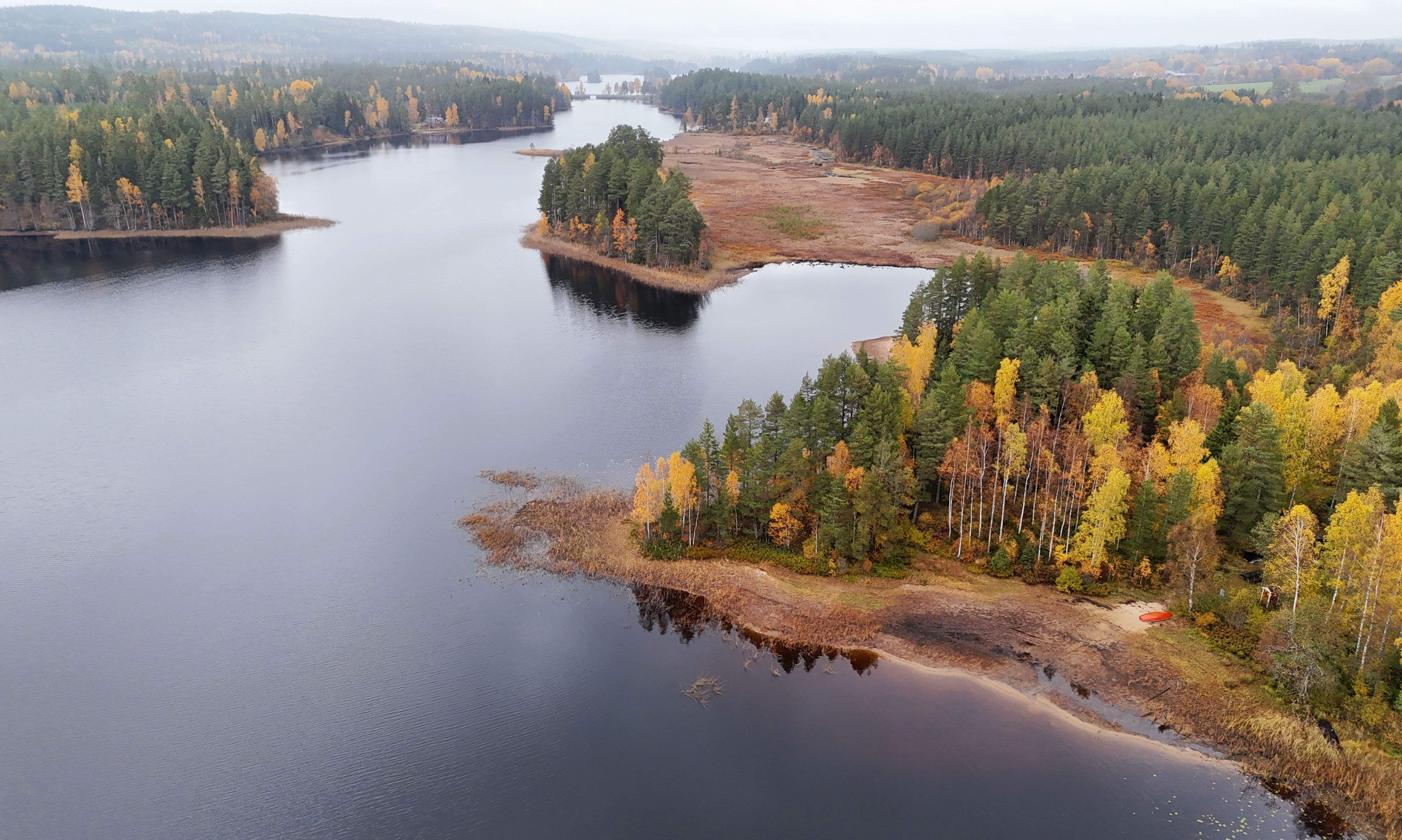
Udde vid Förveta i östra delen av Bussbroflogen.